# Tadeusz Łyskawa
Tadeusz Łyskawa (ur. 27 czerwca 1963 w Gorzowie Wielkopolskim) – polski perkusista i piosenkarz. Członek zespołów Papa Dance i Ex-Dance.

## Życiorys
W 1983 ukończył Technikum Ogrodnicze w Gorzowie Wielkopolskim i Średnią Szkołę Muzyczną. Występował w pierwszym składzie Papa Dance (z Grzegorzem Wawrzyszakiem), m.in. zaśpiewał w utworze "Bez sensacji" z albumu pt. Papa Dance (1985). Po rozpadzie pierwszego składu założył z Grzegorzem Wawrzyszakiem, Markiem Kaczmarkiem i Krzysztofem Kasprzykiem zespół Ex-Dance, jednak w szybkim czasie powrócił do Papa Dance, z którym grał do 1990 i uczestniczył w nagraniu płyt: Poniżej krytyki (1986) i Nasz ziemski Eden (1989). Po rozpadzie formacji pozostał w Stanach Zjednoczonych i wraz z Mariuszem Zabrodzkim założył zespół, z którym występował dla tamtejszej Polonii.
W 2001 z Mariuszem Zabrodzkim, Pawłem Stasiakiem, Waldemarem Kuleczką, Jackiem Szewczykiem i Andrzejem Zielińskim, oraz dwoma muzykami towarzyszącymi Dariuszem Piskorzem i Marcinem Tywoniukiem reaktywował zespół Papa Dance. W 2005 nagrał z zespołem album pt. 1 000 000 fanek nie mogło się mylić (2005). W listopadzie 2007 z Mariuszem Zabrodzkim opuścił grupę.

## Życie prywatne
Ma dwoje rodzeństwa: siostrę Halinę i brata Henryka.
W 2022 przeszedł zawał mięśnia sercowego, a w styczniu 2023 udar mózgu. W wyniku udaru doznał niedowładu prawej ręki i nogi, a także afazji i padaczki. W listopadzie 2023 zamieszkał w Domu Pomocy Społecznej.